# Florian Léopold
Florian Léopold (Les Abymes, 28 luglio 2000) è un cestista francese.

## Carriera

### Nazionale
Nel 2019 ha vinto la medaglia di bronzo ai Mondiali Under-19, disputati in Grecia.